# 窄鱗蛇屬
窄鱗蛇屬（學名：Rhamnophis）是蛇亞目游蛇科下的一個蛇屬，亦稱匕齒樹蛇或大眼樹蛇，是一種棲息於樹上的蛇類。牠們主要分布於撒哈拉以南非洲。

## 品種
- 窄鱗蛇（Rhamnophis aethiopissa，Günther，1862）
- 黑色窄鱗蛇（Rhamnophis batesii，Boulenger，1908）

## 備註
- （英文）TIGR爬蟲類資料庫：窄鱗蛇屬